# Ključevska Sopka
Ključevska Sopka (rusko Ключевская Сопка; znana tudi kot Ključevskoj, rusko: Ключевской) je stratovulkan, najvišja gora na polotoku Kamčatka v Rusiji in najvišji aktivni vulkan Evrazije. Je najvišja gora v Sibiriji in na azijskem Daljnjem vzhodu. Njeni strmi, simetrični stožčasti stolpi se dvigajo približno 100 kilometrov od Beringovega morja. Vulkan je na seznamu Unescove svetovne dediščine kot del Vulkani Kamčatke.
Vulkan Ključevska Sopka se je pojavil pred 6000 leti. Njegov prvi zabeleženi izbruh se je zgodil leta 1697 in od takrat je skoraj neprekinjeno aktiven, tako kot številni sosednji vulkani. Prvič so ga leta 1788 preplezali Daniel Gauss in dva druga člana odprave Billings. Drugih vzponov niso zabeležili do leta 1931, ko je pri spustu umrlo več plezalcev zaradi leteče lave. Ker podobne nevarnosti obstajajo še danes, je vzponov malo.
Ključevska Sopka velja za sveto goro pri nekaterih domorodnih ljudstvih, nanjo pa gledajo kot na lokacijo, na kateri je bil ustvarjen svet. Drugi vulkani v regiji so vidni s podobnim duhovnim pomenom, vendar je Ključevska Sopka najbolj sveta od teh.

## Izbruhi

### 2007
V začetku januarja 2007 je vulkan Ključevska začel nov cikel izbruhov.  Študenti z Univerze na Aljaski Fairbanks in znanstveniki z Aljaškega vulkanskega observatorija so spomladi odpotovali na Kamčatko, da bi spremljali izbruh. 28. junija 2007 je vulkan začel doživljati največje eksplozije doslej zabeležene v tem ciklu izbruha. Pepel iz izbruha je dosegel višino 10 km, preden ga je odneslo proti vzhodu, motil je zračni promet iz Združenih držav v Azijo in povzročil naplavljanje pepela na otoku Unimak na Aljaski.

### 2010
Že 27. februarja 2010 so iz Ključevske Sopke izbruhnili plinski oblaki (dosegli so 7000 m nadmorske višine). v prvem tednu marca 2010 so se pojavili tako eksplozivni izbruhi pepela kot izbruhi efuzijske lave, dokler se ni poročalo, da je oblak pepela do 9. marca dosegel višino 6000 m. Poročali so tudi o pomembnih toplotnih anomalijah; plinsko-parni oblaki so se 3. marca razširili približno 50 km proti severovzhodu od vulkana.

### 2012
15. oktobra 2012 je vulkan imel šibek izbruh, ki se je naslednji dan ustavil. Tudi 29. novembra 2012 se je zgodil šibek toplotni izbruh, nato pa se je spet ustavil, saj so vsi njegovi sosednji vulkani Bezimiani, Karimski, Kizimen, Šiveluč in Tolbačik izbruhnili bolj aktivno in neprekinjeno, s čimer so odvzeli veliko obremenitev magme s Ključevske Sopke.

### 2013
25. januarja 2013 je vulkan imel šibek strombolski izbruh, ki se je naslednji dan ustavil. Januarja 2013 so izbruhnili vsi vulkani v vzhodnem delu Kamčatke - Bezimiani, Karimski, Kizimen, Šiveluč, Tolbačik in Ključevska Sopka,  razen Kamen.
15. avgusta 2013 je vulkan doživel še en šibek strombolski izbruh z nekaj rahlega toka lave, ki je pripravil odličen ognjemet, preden se je ustavil 21. avgusta 2013, ko se je vulkan Goreli zbudil in začel spet bruhati v reliefu Ključevske sopke.
12. oktobra je imela Ključevska še tri dni ponavljajočih se izbruhov z anomalijami in kratkim pepelom, ki je verjetno nakazoval strombolsko in šibko vulkansko aktivnost. Eksplozija iz novega stožca iz pepela nizko na jugozahodnem boku Ključevske se je zgodila 12. oktobra. Pepel se je dvignil na višino 6–7 km in se odpihnil proti vzhodu. Izbruhi so oslabeli in se ustavili do 16. oktobra 2013.
19. novembra je prišlo do močne eksplozije in opazovalci so poročali, da so se oblaki pepela dvignili na višino 10–12 km in odpluli proti jugovzhodu. Letalska barvna koda je bila povišana na rdečo. Kasneje istega dne so bile višine pepela nižje in izbruhi so oslabeli in se ponovno ustavili.
7. decembra se je aktivnost Ključevske znatno povečala, in se je nadaljevala med 29. novembrom in 7. decembrom, zaradi česar je KVERT dvignil stopnjo opozorila na rdečo. Pepel se je dvignil na višino 5,5–6 km nad morsko gladino in se premikal več kot 212 km severovzhodno in več kot 1000 km vzhodno. Glede na članek v novicah je bilo letalom izdano opozorilo za območje okoli vulkanov. Video je pokazal aktivnost plina in pare, satelitske slike pa so zaznale dnevno šibko toplotno anomalijo. 9. decembra je bila raven opozorila znižana na zeleno, ko so izbruhi nenadoma prenehali.

### 2015
2. januarja 2015 je vulkan po enoletnem obdobju mirovanja doživel strombolski izbruh, ki se je ustavil 16. januarja 2015. Manjši izbruhi so se nadaljevali 10. marca 2015 in prenehali 24. marca 2015. 27. avgusta 2015 je imel vulkan še en strombolski izbruh, ki se je končal 16 ur pozneje. 25. oktobra 2019 je vulkan doživel še en šibek strombolski izbruh, ki se je končal približno 30 ur pozneje. Ta vrsta manjših izbruhov se je nadaljevala do leta 2016 in do leta 2019

### 2019-2020
Izbruh na vrhuncu je trajal od 1. novembra 2019 do 3. julija 2020. Opažena je bila strombolska in občasno vulkanska aktivnost. Tok lave se je od 18. aprila do 3. julija 2020 izlil v jarek Apahončich na jugovzhodnem pobočju vulkana.

### 2021
Od 18. februarja do 20. marca 2021 so izbruh stranskega vulkana na severozahodnem pobočju vulkana poimenovali po. G.S. Gorškovu.

## Znanstvena opažanja
Ob vznožju vulkana Ključevska v vasi Ključi je vulkanološka postaja Kamčatka, poimenovana po F. Yu. Levinson-Lessingu z Inštituta za vulkanologijo in seizmologijo Daljnovzhodne podružnice Ruske akademije znanosti.
Potresne postaje Kamčatske podružnice FRC EGS RAS se nahajajo na pobočjih vulkana..

## Galerija
- Ključevska Sopka julija 2006
- Vesoljska radarska slika nad SRTM nadmorske višine Ključevske sopke oktobra 1994.
- Satelitski posnetek Ključevske Sopka aprila 2010, ki ga je izdelala NASA.
- Satelitska slika in zemljevid Ključevske Sopke leta 2002, ki ga je izdelala NASA.
- Izbruh oktobra 1994.
- Izbruh februarja 2005.
- Izbruh februarja 2010, ki ga je posnela NASA ASTER.
- Izbruh marca 2010.
- Izbruh 16. novembra 2013. Vidni so tudi Uškovski, Tolbačik, Zimina, Udina in Bezimjani.
- Ključevska Sopka
- Izbruh poletja 1993